# National University of Rwanda
Ej att förväxla med University of Rwanda

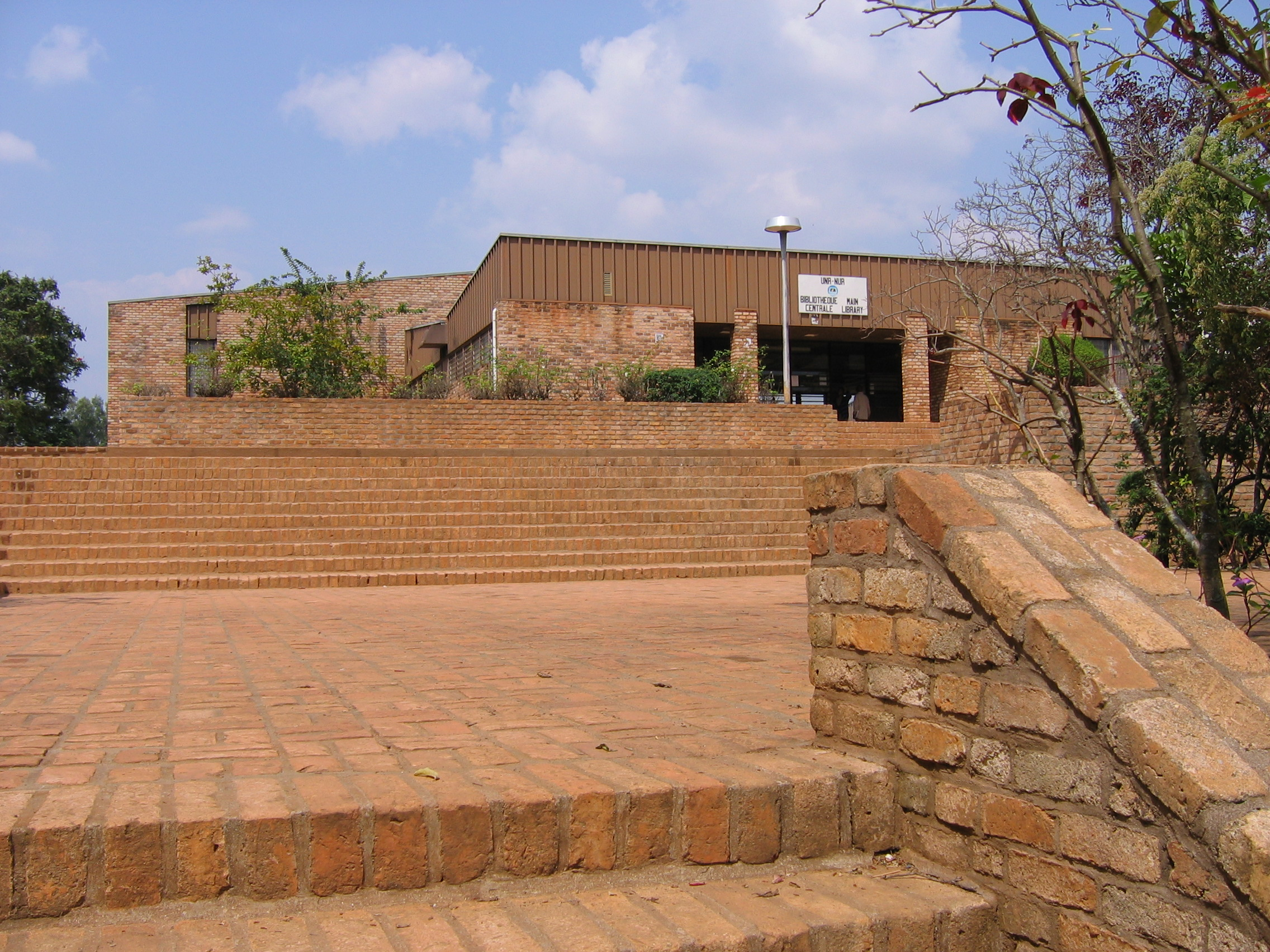
Universitetsbiblioteket

National University of Rwanda (på rwandiska: Kaminuza nkuru y’u Rwanda), grundades 1963 som Université nationale du Rwanda och var då den första högre utbildningsanstalten i Rwanda. Det var det också den största, fram till sammanslagningen 2013 av flera högskolor till University of Rwanda. 
Universitetet grundades i november 1963 som ett franskspråkigt universitet i Butare av Rwandas regering i samarbete med Congregation de Dominicains i provinsen Quebec i Kanada. Grundare och första rektor mellan 1963 och 1971 var Georges-Henri Lévesque (1903–2000).
I början hade Université nationale de Rwanda tre enheter: fakulteter för medicin och samhällsvetenskap samt en lärarutbildningshögskola, med 51 studenter och 16 lärare. Universitetet drabbades hårt av mord och förstörelse vid Folkmordet i Rwanda och tvingades stänga 1994. Det återöppnade i april 1995 och då infördes engelska som undervisningsspråk vid sidan av franskan. 
Efter en sammanslagning 1981 med Lärarhögskolan och inrättandet av en juridisk fakultet hade universitetet tre lokaler fram till 1995: Butare, Ruhengeri och Kigali.
År 2005 hade universitetet 8.221 studenter och en lärarkår på 425 personer.
År 2013 slogs universitetet samman med samtliga övriga högre statliga utbildningsanstalter i Rwanda.

## Fakultet
Universitetet har tio fakulteter:
- Medicin
- Jordbruk
- Filosofisk fakultet med media och samhällsämnen
- Teknik
- Juridik
- Naturvetenskap
- Ekonomi och organisationsledning
- Hälsa
- Språk
- Konst